# Ametralladora LAD
La ametralladora LAD (en ruso: пулемёт ЛАД) fue un prototipo de ametralladora ligera soviética. 

## Historia y desarrollo
La ametralladora LAD fue desarrollada entre 1942 y 1943 por V. F. Liuty, N. M. Afanasiev y V. S. Deikin. A pesar de ser alimentada mediante cinta y tener un bípode incorporado, estaba calibrada para el cartucho de pistola y subfusil 7,62 x 25 Tokarev. Solo se construyeron dos prototipos y no se aceptó para el servicio.
Los dos prototipos se exhiben en el Museo Histórico Militar de Artillería, Ingenieros y Cuerpo de Señales en San Petersburgo.